# Mesoleius terpeji
Mesoleius terpeji là một loài tò vò trong họ Ichneumonidae.